# Werrington (Cambridgeshire)
Werrington – dzielnica miasta Peterborough, w Anglii, w Cambridgeshire, w dystrykcie (unitary authority) Peterborough. Leży 5 km od centrum miasta Peterborough, 52,6 km od miasta Cambridge i 122,9 km od Londynu. W 1921 roku civil parish liczyła 807 mieszkańców. Werrington jest wspomniana w Domesday Book (1086) jako Widerintone.